# هاي لي (تشيشير)
هاي لي (بالإنجليزية: High Legh)‏ هي أبرشية مدنية تقع في المملكة المتحدة في إنجلترا. يقدر عدد سكانها بـ 1,632 نسمة .